# Molpadicola
Molpadicola is een geslacht van weekdieren uit de klasse van de Gastropoda (slakken).

## Soort
- Molpadicola orientalis Grusov, 1957